# Bolingbroke
Bolingbroke – wieś w Anglii, w hrabstwie Lincolnshire. Leży 39 km na wschód od Lincoln i 185 km na północ od Londynu.